# Албанска партия на труда
Албанската партия на труда, АПТ (на албански: Partia e Punës e Shqipërisë, PPSh), или Партия на труда на Албания, е комунистическа партия в Албания, съществувала от 1941 до 1991 година. Нейна приемница е съвременната Социалистическа партия на Албания.
Енвер Ходжа е основател и дългогодишен лидер на партията и държавата до смъртта си през 1985 г. Наследилият го Рамиз Алия (1925 – 2011) започва демократизацията на партията и страната, преобразува АПТ в социалистическа партия и се оттегля.
Основана е с активно съдействие на югославските комунисти като Албанска комунистическа партия в резултат от обединение на комунистически групи на 8 ноември 1941 г. През Втората световна война активно участва и ръководи борбата на албанския народ против италианските и германските окупационни сили.
След освобождаването на Албания от окупацията през 1944 г. завзема политическата власт в страната. АКП е преименувана на Албанска партия на труда през 1948 г. Партията управлява държавата до масовите вълнения в началото на 1990-те години. На извънреден конгрес на 12 юни 1991 г. АПТ е преименувана на Социалистическа партия на Албания (Partia Socialiste e Shqipërisë).
Нейният печатен орган ежедневният вестник „Зери и популит“ (Zëri i Popullit – „Глас на народа“) е основан през 1942 г. Той продължава да излиза като орган на АСП до ноември 2015 г., когато печатното издание е спряно и остава само неговата онлайн версия.